# Сібрінг (траса)
Міжнародний автодром Сібрінг (англ. Sebring International Raceway) — автодром на південному сході США, розташований поблизу Сібрінга, штат Флорида. Є одним з найстаріших безперервно діючих автодромів у США, перша гонка на автодромі була проведена в 1950 році. Автодром Сібрінг являється однією із класичних трас для спортивних автомобілів Північної Америки та регулярно приймає гонку на витривалість 12 годин Сібрінга.
Автодром займає частину Регіонального аеропорту Сібрінг (активний аеропорт для приватних і комерційних перевезень, який спочатку був побудований як Армійський аеродром Гендрікса, що використовувався як тренувальна база для військово-повітряних сил армії США під час Другої світової війни).

## Історія

Попередній логотип

Автодром Сібрінг займає місце Армійського аеродрому Гендрікса (тренувальної бази для пілотів B-17, яка діяла з 1941 по 1946 рік), у центрі південної Флориди, за 110 км на південь і південний схід відповідно від Орландо та Тампи та 230 км на північний захід від Маямі. Після війни авіаційний інженер Алек Ульман шукав місця для переобладнання військових літаків у цивільні, коли він виявив потенціал злітно-посадкових смуг і службових доріг Гендрікса для проведення перегонів спортивних автомобілів на витривалість, подібних до 24 годин Ле-Мана. гонки, яку Ульман хотів відтворити, певною мірою, в США. Перші перегони в Сібрінгу відбулися 31 грудня 1950 року, залучивши тридцять гоночних автомобілів з усієї Північної Америки. 6-годинну меморіальну гонку Сема Кольєра виграли Фрітс Костер і Ральф Дешон на Crosley Hot Shot Віктора Шарпа.

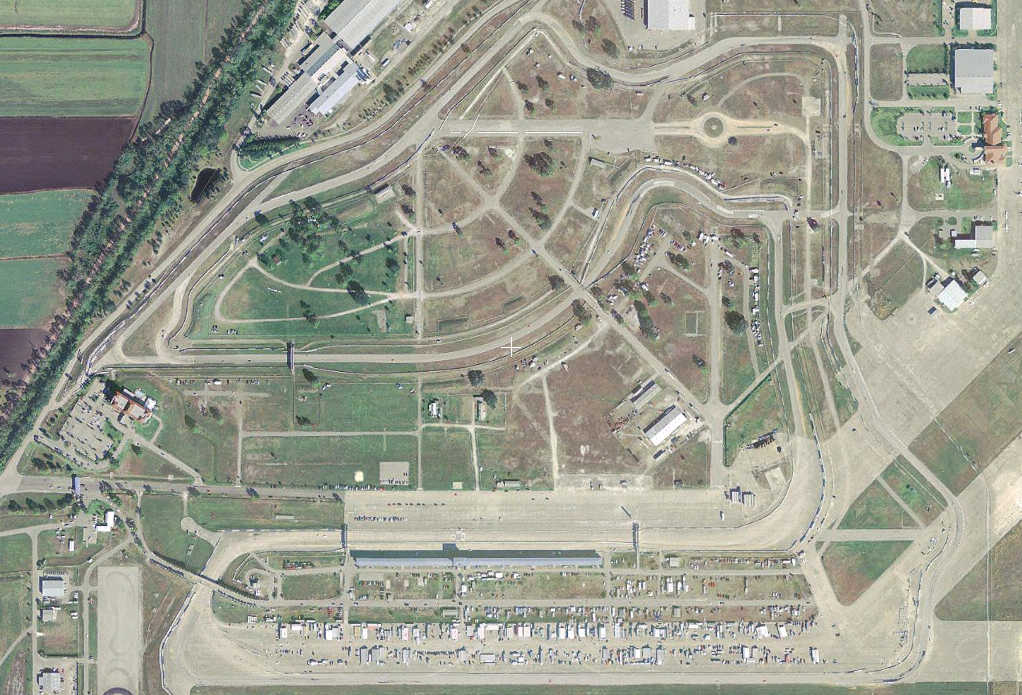
Супутниковий знімок траси

Перші 12 годин Сібрінга відбулися 15 березня 1952 року і незабаром переросли у велику міжнародну гонку. У 1959 році траса прийняла першу гонку Формули-1 в США, що була проведена того року під назвою Гран-прі США. Однак погана відвідуваність і високі витрати змусили перенести наступний Гран-прі США на Міжнародний автодром Ріверсайд у південній Каліфорнії.
Протягом більшої частини історії Сібрінга довжина траси становила 8369 км (5200 миль). Після катастрофічних 12-годинних перегонів у 1966 році з п'ятьма жертвами трасу частково розширили, а також подовжили на 46 м (50 ярдів) у 1967 році завдяки видаленню поворота Вебстера між шпилькою та верхньою частиною траси та заміні на швидшу шикану Ґрін-Парк, нижче по трасі. Вона знаходилась ближче до шпильки, що дозволяло дуже швидко проходити поворот на вершині траси перед злітно-посадковою смугою. Це зроблено для того, щоб відсунути трасу від небезпечної складської прямої та складів, ангарів і літаків, що розташовувались навколо неї. Під час 12 годин Сібрінга 1966 року Porsche 906 в'їхав у один зі складів (ця зона була відкрита тільки для персоналу траси) і потрапив у натовп, убивши чотирьох глядачів.
Конфігурація траси була змінена та скорочена в 1983 році, щоб дозволити одночасне використання автодрому та однієї зі злітно-посадкових смуг, а значні зміни в 1987 році дозволили використовувати іншу злітно-посадкову смугу. Подальші зміни в 1991 році передбачили розширення об'єктів аеропорту, що дозволило використовувати всю трасу без перешкод для нормальної роботи аеропорту та наблизити її до поточної конфігурації. Шпильку видалили в 1997 році через відсутність зони вильоту, і замінили на те, що пізніше стало відомо як «запобіжна шпилька». Вигин Ґендебієна також перепрофілювали, щоб уповільнити виїзд автомобілів на пряму Ульмана.
В даний час траса належить IMSA Holdings, LLC через її дочірню компанію Sebring International Raceway, LLC після купівлі Panoz MSG у вересні 2012 року. Зараз його орендує Sebring International Raceway, LLC, яка придбала це приміщення у Енді Еванса в 1997 році.
Чемпіонат світу з перегонів на витривалість проводить раунд під назвою «1000 миль Сібрінга», який проводиться одночасно зі знаменитими 12 годинами Сібрінга. Ці перегони вперше відбулися у 2019 році, коли в загальному заліку перемогла Toyota Gazoo Racing.
30 жовтня 2021 року в Сібрінгу відбулася перша в історії 24-годинна гонка, організована Всесвітньою лігою гонок, аматорською серією чемпіонату з перегонів на витривалість. Команда W2W Racing виграла загальну гонку з перевагою в 4 колах на своєму Porsche 981 Cayman GT4 Clubsport MR.

## Конфігурація траси
Міжнародний автодром Сібрінг складається з трьох конфігурацій: повного кільця, короткого кільця та клубного кільця. Довжина самої траси становить 6,021 км (3,741 милі). Це траса, що складається з сімнадцяти поворотів з довгими прямими, серед яких кілька швидкісних та декілька повільних дуже технічних поворотів. Багато поворотів і точок на трасі названо на честь перших команд і гонщиків. Досить малий перепад висот через рівнинну природу Флориди та невеликий вигин на поверхні траси створюють складні умови для водіїв, особливо під час дощу.
Сібрінг відомий своїм грубим, нерівним та мінливим покриттям. Траса все ще проходить на старих ділянках злітних смуг часів Другої світової війни, які були побудовані з бетонних секцій з великими швами. Переходи між ділянками досить жорсткі, і часто з під днищ автомобілів вилітають іскри, коли вони їх проїжджають. Більшу частину траси навмисно залишили з первісним бетонним покриттям. 12 годин Сібрінга відомі як перегони, які навіть важчі для автомобілів та водіїв, ніж Ле-Ман, і вважаються ідеальною підготовкою до знаменитих перегонів на витривалість у Франції.
Покриття траси складається з 4,89 км (3,04 милі) асфальту та 1,1 км (0,7 милі) бетону. Маріо Андретті, триразовий переможець 12-годинної гонки, сказав, що однією з найважчих частин оригінальної траси Сібрінг було «власне знайти саму трасу». Було багато розповідей про те, як водії сходили через аварії вночі просто через те, що вони губились на ділянках злітно-посадкової смуги та не могли знову знайти трасу. Деякі водії губились навіть удень, здебільшого тому, що траса була погано розмічена білими лініями та конусами.

### Історія конфігурацій
|                                          |
| Схема траси з 1952 по 1966 (1-й варіант) |

|                                          |
| Схема траси з 1967 по 1982 (2-й варіант) |

|                                          |
| Схема траси з 1987 по 1990 (5-й варіант) |

|                                  |
| Схема траси з 1999 (8-й варіант) |

## Рекорди кола
Станом на вересень 2023 року офіційні рекорди найшвидшого кола перегонів на Міжнародному автодромі Сібрінг виглядають так:
| Категорія                                        | Час                                              | Гонщик                                           | Транспорт                                        | Подія                                                       |
| Поточне кільце Гран-прі: 6.019 км (1999–дотепер) | Поточне кільце Гран-прі: 6.019 км (1999–дотепер) | Поточне кільце Гран-прі: 6.019 км (1999–дотепер) | Поточне кільце Гран-прі: 6.019 км (1999–дотепер) | Поточне кільце Гран-прі: 6.019 км (1999–дотепер)            |
| ------------------------------------------------ | ------------------------------------------------ | ------------------------------------------------ | ------------------------------------------------ | ----------------------------------------------------------- |
| LMP1                                             | 1:41.800                                         | Камуї Кобаясі                                    | Toyota TS050 Hybrid                              | 2019 1000 миль Сібрінга                                     |
| DPi                                              | 1:46.151                                         | Феліпе Наср Ренгер ван дер Занде                 | Cadillac DPi-V.R                                 | 2021 12 годин Сібрінга                                      |
| LMP2                                             | 1:46.638                                         | Роман Дюма                                       | Porsche RS Spyder Evo                            | 2007 12 годин Сібрінга                                      |
| LMH                                              | 1:47.885                                         | Себастьєн Буемі                                  | Toyota GR010 Hybrid                              | 2023 1000 миль Сібрінга                                     |
| LMDh                                             | 1:48.311                                         | Ренгер ван дер Занде                             | Cadillac V-Series.R                              | 2023 12 годин Сібрінга                                      |
| LMP900                                           | 1:48.418                                         | Том Крістенсен                                   | Audi R8                                          | 2002 12 годин Сібрінга                                      |
| LMP675                                           | 1:50.953                                         | Джеймс Вівер                                     | Lola EX257                                       | 2003 12 годин Сібрінга                                      |
| LMP                                              | 1:51.608                                         | Томаш Енге                                       | Riley & Scott Mk III                             | 1999 12 годин Сібрінга                                      |
| DP                                               | 1:52.134                                         | Райан Далзіел                                    | HPD ARX-03b                                      | 2014 12 годин Сібрінга                                      |
| LMPC                                             | 1:54.549                                         | Пато О'Ворд                                      | Oreca FLM09                                      | 2017 12 годин Сібрінга                                      |
| LM GTE                                           | 1:55.642                                         | Антоніо Гарсія                                   | Chevrolet Corvette C8.R                          | 2021 12 годин Сібрінга                                      |
| Формула-Atlantic                                 | 1:55.942                                         | Джон Едвардс                                     | Swift 016.a                                      | 2009 Етап Формули-Atlantic в Сібрінгу                       |
| LMP3                                             | 1:56.166                                         | Колін Браун                                      | Ligier JS P320                                   | 2021 12 годин Сібрінга                                      |
| GT1 (GTS)                                        | 1:56.473                                         | Томаш Енге                                       | Aston Martin DBR9                                | 2006 12 годин Сібрінга                                      |
| USF Pro 2000                                     | 1:59.0703                                        | Джейс Денмарк                                    | Tatuus IP-22                                     | 2023 Етап USF Pro 2000 в Сібрінгу                           |
| GT3                                              | 1:59.775                                         | Ніл Вергаґен                                     | BMW M4 GT3                                       | 2023 Етап GT World Challenge America в Сібрінгу             |
| Trans-Am                                         | 2.00.490                                         | Ерні Френсіс мол.                                | Ford Mustang Trans-Am                            | 2020 Етап Trans-Am в Сібрінгу                               |
| Formula Regional                                 | 2:01.200                                         | Джейкоб Абель                                    | Ligier JS F3                                     | 2019 Етап Формули-3 Americas в Сібрінгу                     |
| Lamborghini Super Trofeo                         | 2:02.535                                         | Джейкоб Ейдсон                                   | Lamborghini Huracán Super Trofeo Evo             | 2020 Етап Lamborghini Super Trofeo North America в Сібрінгу |
| US F2000                                         | 2:02.860                                         | Ніл Альберіко                                    | Van Diemen DP08                                  | 2013 Етап USF2000 в Сібрінгу                                |
| Porsche Carrera Cup                              | 2:02.999                                         | Себастьян Пріо                                   | Porsche 911 (992) GT3 Cup                        | 2021 Етап Porsche Carrera Cup North America в Сібрінгу      |
| GT                                               | 2:04.353                                         | Джон Фоґарті                                     | Porsche 911 (996) GT3 RSR                        | 2004 12 годин Сібрінга                                      |
| GT2 (GTS)                                        | 2:05.527                                         | Енді Пілґрім                                     | Chevrolet Corvette C5-R                          | 1999 12 годин Сібрінга                                      |
| Ferrari Challenge                                | 2:05.781                                         | Купер Макніл                                     | Ferrari 488 Challenge Evo                        | 2020 Етап Ferrari Challenge North America в Сібрінгу        |
| SRO GT2                                          | 2:05.803                                         | Еліас Сабо                                       | Audi R8 LMS GT2                                  | 2021 Етап GT America в Сібрінгу                             |
| GT4                                              | 2:10.378                                         | Роббі Фолі                                       | BMW M4 GT4 Gen II                                | 2023 Alan Jay Automotive Network 120                        |
| USF Juniors                                      | 2:10.884                                         | Ніколя Джаффоне                                  | Tatuus JR-23                                     | 2023 Етап USF Juniors в Сібрінгу                            |
| Формула-4                                        | 2:13.343                                         | Гантер Йєні                                      | Crawford F4-16                                   | 2020 Етап Ф4 США в Сібрінгу                                 |
| TCR Touring Car                                  | 2:13.963                                         | Мет Помбо                                        | Honda Civic Type R TCR (FL5)                     | 2023 Alan Jay Automotive Network 120                        |
| Mazda MX-5 Cup                                   | 2:25.699                                         | Майкл Картер                                     | Mazda MX-5 (ND)                                  | 2021 Етап Mazda MX-5 Cup в Сібрінгу                         |
| Кільце Гран-прі: 5.794 км (1996—1998)            |                                                  |                                                  |                                                  |                                                             |
| WSC                                              | 1:51.867                                         | Андреа Монтерміні                                | Ferrari 333 SP                                   | 1997 12 годин Сібрінга                                      |
| GT1 (Prototype)                                  | 1:57.453                                         | Девід Бребем                                     | Panoz Esperante GTR-1                            | 1998 Sebring Classic                                        |
| GT2                                              | 2:08.448                                         | Філіп Гаш                                        | Chrysler Viper GTS-R                             | 1997 FIA GT 3 години Сібрінга                               |
| IMSA GT3                                         | 2:12.242                                         | Білл Оберлен                                     | BMW M3 (E36)                                     | 1998 Sebring Classic                                        |
| Кільце Гран-прі: 5.954 км (1991—1995)            |                                                  |                                                  |                                                  |                                                             |
| IMSA GTP                                         | 1:49.616                                         | Джефф Бребем                                     | Nissan NPT-91 A                                  | 1992 12 годин Сібрінга                                      |
| IMSA GTP Lights                                  | 2:01.271                                         | Руджеро Мельграті                                | Spice SE89P                                      | 1991 12 годин Сібрінга                                      |
| WSC                                              | 2:03.423                                         | Енді Еванс                                       | Spice WSC94                                      | 1994 12 годин Сібрінга                                      |
| IMSA GTS                                         | 2:03.993                                         | Ірв Горр                                         | Oldsmobile Cutlass                               | 1992 12 годин Сібрінга                                      |
| IMSA GTO                                         | 2:04.230                                         | Прайс Кобб                                       | Mazda RX-7                                       | 1991 12 годин Сібрінга                                      |
| IMSA GTU                                         | 2:14.772                                         | Джим Пейс                                        | Nissan 240SX                                     | 1994 12 годин Сібрінга                                      |
| IMSA Supercar                                    | 2:20.725                                         | Шон Ро                                           | Greenwood Corvette                               | 1995 12 годин Сібрінга                                      |
| Кільце Гран-прі: 6.614 км (1987—1990)            |                                                  |                                                  |                                                  |                                                             |
| IMSA GTP                                         | 1:58.582                                         | Джефф Бребем                                     | Nissan GTP ZX-T                                  | 1990 12 годин Сібрінга                                      |
| IMSA GTO                                         | 2:12.457                                         | Піт Галсмер                                      | Mazda RX-7                                       | 1990 12 годин Сібрінга                                      |
| IMSA GTP Lights                                  | 2:12.499                                         | Руджеро Мельграті                                | Spice SE89P                                      | 1990 12 годин Сібрінга                                      |
| IMSA GTU                                         | 2:22.988                                         | Стю Гейнер                                       | Dodge Daytona                                    | 1990 12 годин Сібрінга                                      |
| Кільце Гран-прі: 7.821 км (1984—1986)            |                                                  |                                                  |                                                  |                                                             |
| IMSA GTP                                         | 2:13.857                                         | Дерек Белл                                       | Porsche 962                                      | 1986 12 годин Сібрінга                                      |
| IMSA GTO                                         | 2:30.536                                         | Джек Болдвін                                     | Chevrolet Camaro                                 | 1986 12 годин Сібрінга                                      |
| IMSA GTP Lights                                  | 2:33.571                                         | Келлі Марш                                       | Argo JM16                                        | 1986 12 годин Сібрінга                                      |
| IMSA GTU                                         | 2:43.072                                         | Том Кендалл                                      | Mazda RX-7                                       | 1986 12 годин Сібрінга                                      |
| Кільце Гран-прі: 7.644 км (1983)                 |                                                  |                                                  |                                                  |                                                             |
| IMSA GTP                                         | 2:22.750                                         | Білл Віттінгтон                                  | March 83G                                        | 1983 12 годин Сібрінга                                      |
| IMSA GTO                                         | 2:35.130                                         | Карл Шафер                                       | Pontiac Firebird                                 | 1983 12 годин Сібрінга                                      |
| IMSA GTU                                         | 2:48.400                                         | Джо Варде                                        | Mazda RX-7                                       | 1983 12 годин Сібрінга                                      |
| Кільце Гран-прі: 8.369 км (1967—1982)            |                                                  |                                                  |                                                  |                                                             |
| IMSA GTP                                         | 2:28.630                                         | Джон Пол мол.                                    | Porsche 935 JLP-3                                | 1981 12 годин Сібрінга                                      |
| Group 5                                          | 2:30.460                                         | Жо Зіфферт                                       | Porsche 917 K                                    | 1971 12 годин Сібрінга                                      |
| Group 4                                          | 2:43.860                                         | Марк Зурер                                       | BMW M1                                           | 1981 12 годин Сібрінга                                      |
| IMSA GTX                                         | 2:47.444                                         | Пітер Грегг                                      | Porsche 934/5                                    | 1977 12 годин Сібрінга                                      |
| IMSA GTO                                         | 2:49.200                                         | Ганс-Йоахім Штук                                 | BMW 3.0 CSL                                      | 1975 12 годин Сібрінга                                      |
| IMSA GTU                                         | 2:54.180                                         | Лі Мюллер                                        | Mazda RX-7                                       | 1981 12 годин Сібрінга                                      |
| American Challenge                               | 3:06.336                                         | Джин Фелтон                                      | Buick Skylark                                    | 1978 12 годин Сібрінга                                      |
| Кільце Гран-прі: 8.356 км (1952—1966)            |                                                  |                                                  |                                                  |                                                             |
| Group 4                                          | 2:54.8                                           | Ден Ґерні                                        | Ford GT40 Mk.II                                  | 1966 12 годин Сібрінга                                      |
| Group 6                                          | 2:59.3                                           | Джим Голл                                        | Chaparral 2A                                     | 1965 12 годин Сібрінга                                      |
| Формула-1                                        | 3:05.0                                           | Моріс Трентіньян                                 | Cooper T51                                       | 1959 Гран-прі США                                           |
| Sports car racing                                | 3:06.2                                           | Джон Сертіс                                      | Ferrari 330 P                                    | 1964 12 годин Сібрінга                                      |
| Group 2                                          | 3:30.8                                           | Боб Туліус                                       | Dodge Dart                                       | 1966 4 години Сібрінга                                      |
| Коротке кільце: 3.540 км (1969—1970)             |                                                  |                                                  |                                                  |                                                             |
| Формула-5000                                     | 1:04.8                                           | Девід Гоббс                                      | Surtees TS5                                      | 1969 Етап Ф5000 в Сібрінгу                                  |

## Виноски
1. 1 2  Обидва гонщики встановили однаковий час кола в цій гонці незалежно один від одного.